# Data-Warehouse-Prozess
Der Data-Warehouse-Prozess (englisch data warehousing) ist der Prozess zur Bewirtschaftung und Auswertung eines Data-Warehouses (Datenlager), der die folgenden Schritte umfasst:
1. Datenbeschaffung: das heißt die Extraktion der relevanten Daten aus den Quellsystemen, Transformation und gegebenenfalls Datenbereinigung in einem Arbeitsbereich sowie Laden in das Data-Warehouse. Dieser Schritt wird auch Extract-Transform-Load-Prozess (ETL-Prozess) genannt.
2. Datenhaltung: das heißt die langfristige Speicherung der Daten im Data-Warehouse
3. Versorgung und Datenhaltung der für die Analyse notwendigen separaten Datenbestände, den Data-Marts
4. Datenauswertung durch Analyse der Daten im jeweiligen Data Mart bzw. Versorgung nachgelagerter Anwendungssysteme

Dabei ist bei allen Schritten das Repositorium eingebunden, das insbesondere beim ETL-Prozess mit Metadaten versorgt wird und insbesondere bei der Analyse der Daten genutzt wird.